# Florence Price
Florence Beatrice Price (Little Rock, 9 aprile 1887 – Chicago, 3 giugno 1953) è stata una compositrice, pianista e organista statunitense.
Nata a Little Rock, Arkansas, Price si formò al Conservatorio di musica del New England e fu attiva a Chicago dal 1927 fino alla morte avvenuta nel 1953. Florence Price è famosa per essere stata la prima donna afroamericana riconosciuta come compositrice sinfonica e la prima ad avere una propria composizione suonata da un'importante orchestra. Price ha composto oltre 300 lavori: quattro sinfonie, quattro concerti, lavori corali, canzoni d'autore, musica da camera e musica per strumenti solisti. Nel 2009, un'ampia collezione di sue opere e documenti è stata rinvenuta nella sua residenza estiva abbandonata.

## Biografia

### Primi anni e formazione
Florence Beatrice Smith nacque da Florence Gulliver e James H. Smith il 9 aprile 1887 a Little Rock, Arkansas. Suo padre era l'unico dentista afroamericano della città e sua madre era un'insegnante di musica che si occupò dell'educazione musicale di base della figlia.
Florence frequentò la scuola presso un convento cattolico e nel 1901, all'età di 14 anni, si diplomò come migliore studentessa della sua classe. Nel 1902 si iscrisse al Conservatorio di musica del New England a Boston, Massachusetts, con un programma di doppia laurea: organo e didattica del pianoforte. In un primo momento si fece passare per messicana per evitare la discriminazione contro gli afroamericani, dichiarando di essere nata a Pueblo, in Messico.
Tra gli insegnanti che Price ebbe al Conservatorio, vi fu il compositore George Chadwick. Price si laureò nel 1906 con il massimo dei voti, conseguendo la laurea in organo e l'abilitazione all'insegnamento.

### Carriera
Nel 1910 Florence Price tornò in Arkansas dove si dedicò per un breve tempo all'insegnamento e quindi si trasferì ad Atlanta, in Georgia, dove diventò direttrice del dipartimento di musica di quella che oggi è la Clark Atlanta University, un'università storicamente afroamericana. Nel 1912 sposò l'avvocato Thomas J. Price. Rinunciò al suo posto di insegnante e tornò a Little Rock, nell'Arkansas, dove il marito aveva il suo studio, e insieme ebbero tre figli. Price ebbe difficoltà a trovare un impiego in una città dove la segregazione razziale era molto accentuata.
Dopo aver subito una serie di discriminazioni a Little Rock, la famiglia Price decise di trasferirsi. Come molte famiglie afroamericane che vivevano nel profondo sud, i Price si spostarono verso il nord in quella che fu detta la Grande Migrazione, stabilendosi a Chicago, la grande città industriale.
Qui Florence iniziò un nuovo e appagante periodo nella sua vita: fece parte della Chicago Black Renaissance, studiò composizione, orchestrazione e organo con i principali insegnanti della città, tra cui Arthur Olaf Andersen, Carl Busch, Wesley La Violette e Leo Sowerby. Durante il suo soggiorno a Chicago, si iscrisse in vari periodi al Chicago Musical College, al Chicago Teacher's College, all'Università di Chicago e all'American Conservatory of Music, studiando lingue e materie umanistiche oltre alla musica.
In questa città Florence si dedicò all'approfondimento della composizione, dell'orchestrazione e dell'organo con i principali insegnanti della città. Nel 1928 pubblicò quattro brani per pianoforte.
Nel 1931 le difficoltà finanziarie e le violenze subite da parte del marito indussero Florence Price a divorziare. Rimasta sola con i figli da crescere, lavorò come organista per le proiezioni dei film muti e, sotto pseudonimo, scrisse canzoni per spot radiofonici. In quegli anni Price visse presso amici finché non si stabilì presso la sua studentessa e amica Margaret Bonds, anche lei pianista e compositrice afroamericana. Questa amicizia mise in contatto Price con lo scrittore Langston Hughes e con il contralto Marian Anderson, ambedue figure di spicco nell'ambiente culturale dell'epoca, che contribuirono al futuro successo di Price come compositrice.
All'inizio del 1933, Maude Roberts George, presidente della Chicago Music Association, critica musicale per il Chicago Defender e futura presidente della National Association of Negro Musicians, acquistò la prima sinfonia di Florence Price per inserirla in un concerto dedicato alla musica afroamericana, eseguito dalla Chicago Symphony Orchestra sotto la direzione di Frederick Stock, nell'ambito dell'Expo 1933. Sebbene questo concerto, come la fiera in generale, fossero intrisi di un clima di discriminazione verso gli afroamericani che in quegli anni caratterizzava tutti gli Stati Uniti, l'iniziativa di Maude George rese Florence Price la prima donna afroamericana ad avere la propria musica eseguita da un'orchestra statunitense di prim'ordine.
Morì d'infarto il 3 giugno 1953, a Chicago.
Nel 2009, una notevole collezione di lavori e altri documenti di Florence Price è stata rinvenuta in una casa fatiscente alla periferia di St. Anne, Illinois, che Price aveva utilizzato in vita come residenza estiva.

## Stile musicale
Quantunque europea di formazione, la musica di Price è compiutamente americana e getta le sue radici nel sud degli Stati Uniti.
Price, in quanto cristiana praticante, utilizzava spesso la musica della chiesa afroamericana come materiale di partenza, anche incorporando elementi spiritual nelle sue composizioni, enfatizzandone la ritmica sincopata.
Nelle note per la sua composizione Three Little Negro Dances Florence Price scrive: "In tutti i generi della musica nera, il ritmo riveste un'importanza basilare. [...] Ogni momento delle attività autenticamente nere - siano esse il lavoro o il gioco, il canto o la preghiera - è più che votato ad assumere una qualità ritmica".